# Berbinceni, Bacău
Berbinceni este un sat în comuna Secuieni din județul Bacău, Moldova, România. La recensământul din 2002 avea o populație de 177 locuitori.